# MotorRijder Magazine
MotorRijder Magazine is een maandblad voor motorrijders. "MotorRijder Magazine" test nieuwe motoren en motorkledij, brengt verslag uit over motorsport en wijdt vele pagina's aan toerisme en vrije tijd. Het schenkt eveneens aandacht aan veiligheid en voortgezette rijopleiding.
Het blad werd in januari 1980 opgericht door de Internationale Uitgeverij en Drukkerij Keesing in Antwerpen. De initiatiefnemer en hoofdredacteur was Leo van der Linden.
"MotorRijder" was in feite het vervolg op het maandblad "Faar", in 1978 opgericht door Van der Linden en het eerste onafhankelijk Vlaamse motormagazine. "MotorRijder" werd in zijn eerste levensjaar vooral bekend om de "Mars op Brussel" die het in november 1980 organiseerde. Volgens de organisatoren reden meer dan 15.000 motorrijders in een betoging tegen onveilige wegen en te hoge belastingen van Antwerpen naar Brussel. Volgens de Rijkswacht waren er 10.000 motorrijders.

## Overnames
Leo van der Linden werd in 1983 de volledige eigenaar en verkocht het tijdschrift in 1998 aan Uitgeverij L&P, die het in 2005 doorverkocht aan Ad Rem Publications in Averbode. In april 2007 is het magazine overgegaan in handen van bvba "Motorrijder", waarna een volledige restyling werd doorgevoerd.